# آرنه سورنسون
آرنه سورنسون، (به انگلیسی: Arne Sorenson) (زادهٔ ۱۹۵۹ – درگذشتهٔ ۱۵ فوریهٔ ۲۰۲۱) کارآفرین، بازرگان و مدیر ارشد اجرایی آمریکایی بود.
سورنسون در ۱۵ فوریه ۲۰۲۱ در خانهٔ خود در واشینگتن، دی.سی.، بر اثر سرطان لوزالمعده در ۶۲ سالگی درگذشت.